# Разикашвили, Бачана
Николай Павлович (Бачана) Разикашвили (16 мая 1866 года, селение Чаргали, Душетский муниципалитет ― 16 декабря 1928 года, Тбилиси) — грузинский писатель и поэт XIX века, младший брат Важи-Пшавелы, старший — Тедо Разикашвили (1869—1922).

## Биография
Родился в семье священника.
Работал сельским учителем.
Как поэт, обратил на себя внимание стихотворениями в газете «Дроэба» за 1884 год. Произведения его рисуют миросозерцание и душевный склад свободолюбивых горцев-грузин по верховьям рек Иоры и Алазани («Плач пшавки», «Дуб», «Песня пленника» и др.).
В произведениях, касающихся современной жизни грузин вообще, чувствуется дидактизм (например в «Кукушечке»). В прошлом поэт останавливается на величавом образе царя Ираклия II. Грустная нота слышится в его элегиях, исполненных, однако, веры в лучезарное будущее. Детские его рассказы составляют украшение грузинского журнала «Джеджили». Простота изложения, тонкое знание народного быта, дар проникновения в мир животных и птиц, уменье в нескольких штрихах набросать своеобразную картину природы — таковы отличительные черты творчества Бачаны Разикашвили.
Несколько его стихотворений имеется в немецком переводе Арт. Лейста («Abendd ä mmerung im Gebirge», «Lied еiner v. den Lesgiern gefangenen Georgierin», «an die Eiche»).
Активно занимался собиранием произведений народной грузинской поэзии.